# Angleški pacient
Angleški pacient (v izvirniku The English Patient) je zgodovinski roman, ki ga je leta 1992 napisal šrilanško kanadski pisatelj Michael Ondaatje. Zgodba počasi razkriva preteklosti kritično ožganega moškega, kanadske medicinske sestre in kanadskega tatova, ki dočakajo konec 2. svetovne vojne v italijanski vili. Roman je avtorju prinesel prestižno Bookerjevo nagrado ter nagrado Governor's General Award. Preveden je bil v več kot 300 jezikov, tudi v slovenščino. Leta 1996 so po romanu posneli istoimenski film, ki je prejel številne nagrade.